# Gaius Tetius Veturius Micianus
Gaius Tetius Veturius Micianus war ein im 2. Jahrhundert n. Chr. lebender Angehöriger des römischen Ritterstandes (Eques).
Durch eine Weihinschrift, die bei Bollihope Common gefunden wurde und die auf 101/200 datiert wird, ist belegt, dass Micianus Präfekt der Ala Sebosiana war, die zu diesem Zeitpunkt in der Provinz Britannia stationiert war.